# Luceafărul (Delavrancea)
Luceafărul este o piesă de teatru epică din 1910; o dramă istorică în cinci acte scrisă de Barbu Ștefănescu Delavrancea.  
Este a treia parte a trilogiei Moldovei, care mai conține piesele de teatru Apus de soare (1909) și Viforul (1910). În Luceafărul, Petru Rareș, departe de a fi un meditativ, este un războinic care a adus cea mai mare extindere teritorială a Principatului Moldovei. 
Luceafărul descrie prima domnie de unsprezece ani (1527 - 1538) a lui Petru Rareș. Spre deosebire de primele două piese de teatru ale trilogiei care se concentrează asupra crizei puterii politice, în Luceafărul acțiunea este epică, cronicărească, fiind împărțită în mai multe episoade.

## Personaje
| - Petru Rareș - Logofătul Baloș - Vornicul Groza - Pârcălabul Mihu, în urmă hatman - Pârcălabul Mateiaș - Postelnicul Albotă - Pârcălabul Liciu - Spătarul Șandru - Logofătul Trotușan - Pan Crasneș - Chelarul Hîrea - Mogârdici - Sandomir - Corbea - Cremene - Doftorul Șmil - Primul ostaș | - Al doilea ostaș - Al treilea ostaș - Un copil de casă - O iscoadă - Andrea - Antonio - Primul pescar - Al doilea pescar - Al treilea pescar - Al patrulea pescar - Al cincilea pescar - Elena Doamna - Oana - Genunea - Nastasia - Dolga - Boieri și ostași |

## Teatru radiofonic
- 1966, Luceafărul, Regia de studio Constantin Botez, regia muzicală Nicolae Neagoe, regia tehnică: ing. Tatiana Andreicic. Cu actorii Ion Marinescu, Nicolae Luchian Botez, George Demetru, Mihai Heroveanu, Grigore Anghel Seceleanu, Constantin Cristel, Boris Ciornei, George Măruță, Jean Reder,  Ștefan Radof, Virgil Ogășanu, Radu Dunăreanu, Matei Alexandru, Tudorel Popa, Eliza Petrăchescu, Magda Popovici, Ion Vîlcu, Lupu Vasile, Andrei Bursaci, Mihai Pruteanu, Mircea Medianu, Nicolae Crișu.[1]